# Preprint
Ein Preprint, auch Vorab-Publikation ist eine wissenschaftliche Publikation, die zwar schon der (Fach-)Öffentlichkeit zur Verfügung gestellt, aber noch nicht in einem Peer-Review-Verfahren begutachtet wurde.

## Beschreibung
Als Preprint bezeichnet man einen in Manuskriptform veröffentlichten wissenschaftlichen Beitrag. Im Gegensatz zum Postprint hat dieser noch kein Begutachtungsverfahren (z. B. Peer-Review) einer Fachzeitschrift oder eines Verlages durchlaufen. Bei dieser Definition spielt es keine Rolle, ob das Manuskript bereits bei einem Verlag eingereicht bzw. zur Begutachtung zugelassen wurde oder nicht. Allerdings verweigern manche Verlage die Veröffentlichung von bereits als Preprint zugänglichen Artikeln im Verlagsvertrag. Ein Preprint eines Artikels unterscheidet sich von der Verlagsversion in der Regel nicht nur im Layout, sondern auch inhaltlich, da die im Begutachtungsprozess geforderten Änderungen noch nicht enthalten sind. Preprints werden üblicherweise auf Preprintservern öffentlich zur Verfügung gestellt.

## Bedeutung für die Wissenschaftskommunikation
Durch die Veröffentlichung von Preprints wird die Geschwindigkeit erhöht, mit der Forschungsergebnisse in der wissenschaftlichen Welt verbreitet werden. Einerseits ermöglicht dies kritisches Feedback von anderen Forschungsgruppen zur geleisteten Arbeit, ehe diese den formalen Begutachtungsprozess des Verlags durchläuft. Zum anderen kann die Wissenschaftsgemeinschaft auf den veröffentlichten Daten im Idealfall aufbauen und dadurch die eigene Forschungsarbeit schneller vorantreiben. In manchen Wissenschaftsdisziplinen ist das Veröffentlichen von Preprints ein gängiger Teil der Publikationskultur, wie etwa in der Physik. Hier werden Beiträge oft parallel zur Manuskripteinreichung innerhalb der Community diskutiert oder auf Preprintserver wie etwa arXiv hochgeladen. Das zunehmende Aufkommen von fachspezifischen Preprintservern wie etwa bioRxiv, ChemRxiv oder medRxiv legt nahe, dass in den letzten Jahren zumindest auch in anderen Naturwissenschaften die Bereitschaft steigt, Preprints zu veröffentlichen. In den Sozialwissenschaften sind Preprints bisher weniger verbreitet als in den Naturwissenschaften, jedoch existieren durchaus explizit sozialwissenschaftliche Preprintserver wie SocArXiv.
Im Zuge der COVID-19-Pandemie wurde eine Vielzahl von Preprints veröffentlicht, um Forschungsergebnisse über die Krankheit und das Virus SARS-CoV-2 so schnell und frei wie möglich weltweit zur Verfügung zu stellen. Der Virologe Christian Drosten betonte im März 2020 die Wichtigkeit von Preprint-Veröffentlichungen für die epidemiologische Forschung, mahnte aber gleichzeitig zur Vorsicht bei der Auswahl und Bewertung dieser Publikationen. Die freie Verfügbarkeit von Forschungsergebnissen in Form von Preprints kann zudem der Verbreitung von Fake News und Verschwörungserzählungen Vorschub leisten, die vor allem über Social Media verbreitet werden. Ein Prinzip dieser Verbreitung wird als „Clickbait Science“ beschrieben. Die geringe Qualitätskontrolle seitens der Preprintserver und der Wettbewerb um Aufmerksamkeit auf den Plattformen kann Wissenschaftler dazu verleiten, in Titeln und Abstracts ihrer Preprints reißerische oder unpräzise Begriffe zu verwenden. Der Interpretationsspielraum dieser Begriffe erlaubt es dann wiederum Verschwörungserzählern, die Preprints in ihre Narrative einzuflechten. Autoren der Fachzeitschrift Science warnten im April 2020 vor einer zunehmenden Aushöhlung von Qualitätsstandards durch die wissenschaftliche Ausnahmesituation im Zuge der COVID-19-Pandemie. Hierfür seien insbesondere voreilig publizierte und oft unausgereifte klinische Studien zum Thema verantwortlich, die unter anderem massenweise auf Preprintservern landeten. Befürworter des Veröffentlichens auf Preprintservern verweisen allerdings darauf, dass sich auch in der begutachteten Fachliteratur problematische Artikel finden, die später zurückgezogen werden (siehe auch Betrug und Fälschung in der Wissenschaft). So fand ein indisches Autorenteam im Juli 2022 heraus, dass die Zahl der zurückgezogenen begutachteten Fachartikel zur COVID-19-Pandemie mehr als dreimal so groß ist wie die der zurückgezogenen Preprints.